# Thất giác chi
Thất giác chi (pi. sattabojjhanga, zh. qījuézhī 七覺支, ja. shichikakushi, sa. saptabodhyangāni, bo. byang chub yan lag bdun བྱང་ཆུབ་ཡན་ལག་བདུན་) là bảy bồ-đề phần, là nhóm thứ sáu trong ba mươi bảy Bồ-đề phần (sa. bodhipākṣikadharma).
Trong truyền thống Phật giáo Phát triển, Thất giác chi (saptabodhyangāni) có thứ tự như sau:
1. Trạch pháp (zh. 擇法, sa. dharmapravicaya), phân tích, biết phân biệt đúng sai,
2. Tinh tiến (zh. 精進, sa. vīrya) chăm chỉ, kiên trì;
3. Hỉ (zh. 喜, sa. prīti), tâm hoan hỉ;
4. Khinh an (zh. 輕安, sa. praśrabdhi), tâm thức khinh an, sảng khoái;
5. Niệm (zh. 念, sa. smṛti), tỉnh giác.
6. Định (zh. 定, sa. samādhi), có sự tập trung lắng đọng.
7. Xả (zh. 捨, sa. upekṣā), lòng buông xả, không câu chấp.

Trong truyền thống Phật giáo Theravada, Thất giác chi (sattabojjhanga) có thứ tự như sau:
1. Niệm (Sati),
2. Trạch Pháp (Dhammavicaya),
3. Tấn (Viriya)
4. Phỉ (Hỉ) (Piti)
5. An (Passadhi)
6. Ðịnh (Samadhi)
7. Xả (Upekkha)

Gọi là giác chi vì nó đưa người tu tập đến giác ngộ.
Tương Ưng Bộ Kinh tập V (Sđd., 1982, tr. 64) giải thích về các giác chi như sau:
- Cái gì là chánh niệm đối với nội pháp và ngoại pháp, cái ấy gọi là Niệm giác chi.
- Cái gì là quan sát, là quyết trạch, tư sát với trí tuệ, đối với các nội pháp và ngoại pháp, cái ấy là Trạch pháp giác chi.
- Cái gì là thân tinh tấn, là tâm tinh tấn, cái ấy là Tinh tấn giác chi.
- Cái gì là hỷ có tâm, có tứ và hỷ không có tầm, không có tứ, cái ấy là Hỷ giác chi.
- Cái gì là thân khinh an và tâm khinh an, cái ấy gọi là Khinh an giác chi.
- Cái gì là định có tầm, có tứ và định không tầm, không tứ, cái ấy là Định giác chi.
- Cái gì là xả đối với nội pháp, xả đối với ngoại pháp, cái ấy là Xả giác chi.
Tu Tập Thất Giác Chi
- "Như lý tác ý" là thức ăn của Niệm giác chi, làm cho Niệm giác chi chưa sanh được sanh khởi, Niệm giác chi đã sanh được viên mãn. (Tương Ưng V, Sđd., tr. 83*84).
- "Như lý tác ý" trên các pháp thiện, bất thiện, liệt, thắng... là thức ăn cho Trạch pháp giác chi, làm cho Trạch pháp giác chi chưa sanh được khởi, Trạch pháp giác chi đã sanh được viên mãn. (Sđd., tr. 65).
- "Như lý tác ý" trên dõng mãnh giới, tinh cần giới (Nikkhammadhàtu), làm cho sung mãn, là làm cho Tinh tấn giác chi chưa sanh được sanh khởi, đã sanh được viên mãn. (Sđd., tr. 67).
- "Như lý tác ý" trên những pháp làm trú xứ cho Hỷ giác chi, làm cho viên mãn. Đây là thức ăn khiến cho Hỷ giác chi chưa sanh được sanh khởi, đã sanh được viên mãn. (Sđd., tr. 68).
- "Như lý tác ý" làm cho thân khinh an được sung mãn: đây là thức ăn khiến cho Khinh an giác chi chưa sanh được sanh khởi, đã sanh đi đến viên mãn. (Sđd., tr. 68).
- Nếu "Như lý tác ý" về tịnh chỉ tưởng, bất loạn tưởng, làm cho sung mãn. Đây là thức ăn làm cho Định giác chi chưa sanh được sanh khởi, Định giác chi đã sanh đi đến viên mãn. (Sđd., tr. 68).
- Có các pháp là trú xứ cho Xả giác chi. Chính ở đây, nếu Như lý tác ý làm cho sung mãn, thì ở đây là món ăn khiến cho Xả giác chi chưa sanh được sanh khởi, giác chi đã sanh được tu tập đi đến viên mãn. (Sđd., tr. 68).

Bảy giác chi trên luôn luôn cần được tu tập, y cứ vào giới, an trú trên giới, nghĩa là tu tập Bảy giác chi theo với viễn ly,ly tham và từ bỏ. (Theo Tương Ưng V, Sđd., 64).
Điều mà hành giả cần biết là Thất giác chi được tu tập theo thứ lớp, cũng có thể tu tập độc lập từng chi phần.
Do thân và tâm sống viễn ly, Niệm giác chi tu tập để đi đến thành tựu. Hành giả trú chánh niệm như vậy, với trí tuệ tư sát, quyết trạch, thành tựu được quán sát pháp ấy. Tại đây, Trạch pháp giác chi bắt đầu phát sinh trong vị ấy. Trong khi tu tập Trạch pháp giác chi, trong khi với trí tuệ quyết trạch, tư sát pháp ấy, thì tinh tấn bắt đầu phát khởi. Trong khi hành giả tinh cần tu tập tinh tấn giác chi hướng đến viên mãn thì Hỷ giác chi bắt đầu phát khởi. Trong khi tu tập Hỷ giác chi, Hỷ giác chi đi đến viên mãn thì hành giả có thân khinh an và tâm khinh an, Khinh an giác chi phát khởi. Trong khi tu tập Khinh an giác chi đi đến viên mãn, thì hành giả có lạc, có lạc tâm sinh, tâm trở nên định tỉnh, Định giác chi bắt đầu phát khởi. Trong khi tu tập Định giác chi đi đến viên mãn, hành giả khéo trú xả nhìn sự vật, Xả giác chi bắt đầu phát khởi. Nhờ tu tập Xả, xả giác chi đi đến viên mãn. (Theo Tương Ưng V, Sđd., tr. 69-70).
Một lần Tôn giả Upavàna bảo: "Vị Tỷ-kheo chỉ bắt đầu Niệm giác chi biết được tâm mình khéo giải thoát, thụy miên hôn trầm được khéo nhổ sạch, trạo hối trong mình được khéo điều phục, tinh tấn bắt đầu khởi, lấy giác chi ấy làm đối tượng, vị Tỷ-kheo dụng tâm tác ý, giác chi ấy không thối thất". (Sđd., tr. 69-70)
Tương tự như thế đối với Trạch pháp, Tinh tấn, Hỷ, Khinh an, Định và Xả giác chi.
Về sự tu tập riêng từng giác chi, Thế Tôn dạy:
"Ở đây, đối với vị Tỷ-kheo tu tập Niệm giác chi liên hệ đến viễn ly, ly tham, đoạn diệt, hướng đến từ bỏ, quảng đại, vô lượng, không sân, khát ái được đoạn tận. Do khát ái được đoạn tận nên nghiệp được đoạn tận. Do nghiệp đoạn tận nên khổ được đoạn tận". (Tương Ưng V. Sđd., 68, 69-70).
Tương tự đối với sáu giác chi còn lại.
Con đường tu tập Thất giác chi luôn luôn được vận dụng không rời khỏi tác ý viễn ly, ly tham, từ bỏ, đoạn diệt tham ái để chứng Diệt đế. Trọng tâm của giải thoát là đoạn tận khát ái. Khát ái được đoạn tận thì chấp thủ được đoạn tận, vô minh được đoạn tận.
Chánh niệm luôn luôn là cơ sở tu tập cho Tứ niệm xứ, Tứ như ý túc, Ngũ căn, Ngũ lực, Thất giác chi và Bát Chánh đạo.
Điểm đặc biệt của pháp môn tu tập Thất giác chi liên hệ đến ly tham, từ bỏ... là chỉ cần tu tập một giác chi cũng có thể đi đến kết quả thấy biết như thật, giải thoát lậu hoặc khổ đau.
"Tu tập một giác chi đã có thể thành tựu mục đích của đời sống phạm hạnh, huống nữa là tu tập cả Thất giác chi". (Theo Tương Ưng V, Sđd., tr. 68, 69-70).
Tuy nhiên, trong quá trình tu tập, tâm lý của hành giả luôn luôn được chuyển đổi, thường xuất hiện dưới hình thái tích cực, tiêu cực khác nhau, nên việc đề khởi tu tập Thất giác chi cần được hành giả vận dụng thiện xảo. Nguyên tắc của tu tập để chuyển đổi tâm lý là nguyên tắc đối trị. Nguyên tắc đối trị này là chỉ thực hiện hữu hiệu đúng vào lúc mà tâm lý cần được đối trị tương ứng với pháp môn đối trị.
Chẳng hạn đối trị hôn trầm thì vận dụng tầm tâm sở tư duy; quan sát đối trị với sân triền cái thì quán từ bi... Ở Thất giác chi, khi tu tập, nếu tâm lý hành giả rơi vào trạng thái mệt mỏi thụ động thì Hỷ giác chi, Trạch pháp giác chi, Tinh tấn giác chi cần được vận dụng; bấy giờ nếu tu tập Xả, Khinh an và Định giác chi thì sẽ không thích hợp, tâm của hành giả khó mà phát khởi được. Trái lại, khi tâm lý hành giả dao động thì việc tu tập Xả, khinh an, và Định giác chi là đúng lúc, thích ứng; bấy giờ, nếu tu tập Trạch pháp, Tinh tấn và Hỷ giác chi thì lại không thích hợp.
Chỉ có Niệm giác chi là giác chi đặc biệt mà hành giả có thể vận dụng tu tập trong bất cứ điều kiện tâm lý nào. Điểm tu tập này vừa nói lên rằng Niệm giác chi là một trong những pháp môn tu tập phổ biến phù hợp với nhiều căn cơ trong mọi thời.
Nếu pháp môn tu tập trái với căn cơ thì có thể không đem lại kết quả, có khi còn gây thêm tác hại nữa. Thế Tôn đã ví trường hợp tâm lý thụ động mà tu tập Xả, Khinh an và Định giác chi như là nhen lên một ngọn lửa bằng cỏ ướt, củi ướt ở giữa mưa gió; và ví trường hợp tâm lý dao động mà tu tập Hỷ, Tinh tấn và Trạch pháp giác chi, như là dập tắt một ngọn lửa đang bốc cháy bằng cách ném thêm vào cỏ khô, củi khô và thổi hơi vào. (Theo Tương Ưng V, Sđd., 90-91)
Vật lý cũng như tâm lý, có những luật tắc riêng của nó. Hành giả cần để tâm theo dõi chúng để áp dụng pháp môn tu tập thích ứng, thiện xảo thì việc giải thoát mới hy vọng có thể thành tựu ngay trên cuộc đời này.
Một điểm đặc biệt nữa của Thất giác chi là pháp môn này có thể tu tập cùng với Tứ vô lượng tâm (từ, bi, hỷ, xả). Khi tu tập mỗi giác chi liên hệ với tan rã, đoạn diệt, từ bỏ, hành giả có thể trú tưởng bất tịnh hay tịnh trong tất cả các pháp (dù pháp ấy là tịnh hay bất tịnh), hoặc trú xả, chánh niệm tỉnh giác đối với tất cả pháp. Nếu tu tập Thất giác chi cùng với Từ tâm, thì hành giả sẽ đạt được từ tâm giải thoát, trú vào đệ Tứ Thiền sắc giới là cao nhất (đây thuộc về tâm giải thoát, khác với tuệ giải thoát). Nếu tu tập Thất giác chi cùng với Bi tâm, thì hành giả trú vào Không vô biên xứ là cao nhất (đây chỉ nói đến tâm giải thoát). Nếu tu tập Thất giác chi cùng với Hỷ tâm, thì hành giả sẽ đạt tới Thức vô biên xứ là cao nhất (đây chỉ đề cập tâm giải thoát). Nếu tu tập Thất giác chi cùng với Xả tâm thì hành giả sẽ đạt tới Vô sở hữu xứ là cao nhất (đây chỉ đề cập tâm giải thoát). (Theo Tương Ưng V, Sđd., tr. 123-125).
Thế là, nếu tu tập Thất giác chi cùng với Tứ vô lượng tâm sẽ chắc chắn không rơi vào Phi tưởng phi phi tưởng xứ thiên.
Kinh Trung Bộ I nói rằng, khi hành giả ở Vô sở hữu xứ thiên muốn băng qua Phi tưởng hi phi tưởng xứ để đến Diệt thọ tưởng định thì nên hành Tứ vô lượng tâm. Tại đây có một phần khác biệt với sự trình bày ở Tương Ưng V ở trên, nhưng điểm nhất quán quan trọng là nếu tu Tứ vô lượng tâm thì quyết định không rơi vào Phi tưởng phi phi tưởng. Chúng ta cũng có thể nhận định rằng các cảnh giới Thiền này là thuộc phần tâm giải thoát, nếu tại các cảnh giới này hành giả vận dụng Thiền quán để trực tiếp đoạn trừ các kiết sử, lậu hoặc, thì có thể vào thẳng Diệt thọ tưởng định và đắc Chánh trí, Giải thoát.
Ngoài kết quả trên, tu tập Thất giác chi được sung mãn thì sẽ được bảy kết quả, bảy lợi ích:
1. Ngay trong hiện tại có thể lập tức thành tựu Chánh trí.
2. Nếu không thể, thì khi lâm chung thành tựu được Chánh trí.
3. Nếu không được như thế, thì khi lâm chung đoạn tận được năm hạ phần kiết sử và chứng đắc Trung gian Bát-niết-bàn (Antaràparinibbàyi).
4. Nếu không được như thế thì khi lâm chung, sau khi đoạn tận năm hạ phần kiết sử, chứng được Tổn hại Niết-bàn (Upahaccaparinibbàyi).
5. Nếu không như thế thì khi lâm chung, sau khi đoạn tận được năm hạ phần kiết sử, sẽ chứng Vô hành Niết-bàn (asankhàraparinibbàyi).
6. Nếu không như thế thì khi lâm chung, sau khi đoạn tận được năm hạ phần kiết sử, sẽ chứng Hữu hành Niết-bàn (Sankhàraparinibbàyi).
7. Nếu không như thế, thì khi lâm chung, sau khi đoạn tận năm hạ phần kiết sử, hành giả sẽ là bậc Thượng lưu (Uddhasoto), đạt được Sắc cứu cánh thiên.
(Theo Tương Ưng V, Sđd., tr. 71-72).
Một Nét Đặc Biệt nổi bật Của Thất Giác Chi.
(Kinh Tương Ưng Bộ V, tiểu mục về bệnh, tr. 82-83, bd. Thích Minh Châu, ghi rõ một số trường hợp Thất giác chi đã giúp các bậc Thánh vô lậu vượt qua được các cơn trọng bệnh, trong khi các pháp môn khác thì không).
Tôn giả Đại Ca-diếp (Mahà Kassapa) mắc trọng bệnh, đau đớn kịch liệt, khó có thể kham nhẫn. Thế Tôn đến thăm và nói tóm lược Thất giác chi, nghe xong Tôn giả liền lành hẳn bệnh.
Một hôm Thế Tôn lâm trọng bệnh, khi Tôn giả Đại Thuần-đà (Mahà Cunda) đến hầu Thế Tôn, Thế Tôn bảo Tôn giả nói về Thất giác chi cho Thế Tôn nghe. Tôn giả liền bắt đầu: "Một lần con đã nghe Thế Tôn dạy về Thất giác chi...". Nghe xong, Thế Tôn liền ra khỏi cơn trọng bệnh.
Kinh Tương Ưng không giải thích tại sao Thất giác chi lại có tác dụng trị lành bệnh một cách thần diệu như thế. Kinh cũng không nói rõ là tác dụng trị bệnh ấy có thể xảy đến với bậc Thánh hữu học hay xảy đến với bậc Tùy pháp hành, Tùy tín hành.
Nếu các tâm lý hỷ, xả, khinh an, định hay tinh tấn lực giúp cho bậc Thánh đi ra khỏi bệnh thì tại sao ở Tứ niệm xứ, Ngũ căn, Ngũ lực... không được đề cập đến đặc tính trị bệnh này? Có lẽ bậc Thánh vô học khi nghe Thất giác chi thì thân sắc sẽ phát khởi cảm giác khinh an đặc biệt khiến có thể đẩy lùi cơn bệnh chăng?
Con đường tu tập Thất giác chi là con đường bàng bạc hạnh phúc giải thoát của hỷ, khinh an, lạc, định. Một bước chân đi vào giải thoát của hành giả là một bước đi thanh thoát của khinh an, lạc và hỷ ấy. Hành giả đã biến tất cả những vô thường, khổ đau của cuộc đời thành chất liệu giải thoát qua tịnh tưởng, bất tịnh tưởng để ly tham, ly sân và qua chánh niệm trú tâm vào từ, bi, hỷ và xả. Hành giả đã biến những khó khăn, gai góc thành chất liệu làm phát khởi tinh tấn lực; đã biến những rối ren, sương mù của cuộc sống thành chất liệu làm phát khởi Trạch pháp giác chi; đã biến những nghịch cảnh, nghịch lý, vô thường thành chất liệu làm phát khởi Xả, Định, Khinh an giác chi.
Nói tóm, Thất giác chi nếu được khéo tu tập thì sẽ chuyển biến được khổ đau sinh tử thành giải thoát, Niết-bàn ngay trong hiện tại, thiết lập các đạo tràng tu tập Thất giác chi ở giữa cuộc đời đầy mê vọng, khổ đau này hệt như là thiết lập các nhà máy than trắng để cho tỏa đầy ánh sáng giác ngộ và giải thoát. Tất cả những gì thuộc công việc chuyển hóa đều có mặt trong chúng ta. Tất cả đang chờ đợi sự giác tỉnh và quyết tâm của hành giả ngay từ hiện tại, trên đời này./.